# SILKYPIX
SILKYPIX是由Ichikawa Soft Laboratory（现并入Adwaa Co., Ltd.）开发和销售的RAW 图像处理软件以及基于其图像处理引擎的商标。

## 概述
SILKYPIX于2004年首次发布，除去数码相机制造商自带的图像处理软件，其作为经典的第三方RAW处理软件拥有较长历史，获得过一定人气。
之后，由于Adobe Lightroom和Apple Aperture等大牌软件进入日本市场，份额有所下降，但在不愿意使用订阅制软件、抑或是单纯喜欢其色彩表现的人群中仍拥有一席之地。
虽然部分原因是早期市面上几乎没有其他类似的软件，该软件的高性能需求使其被作为对机器造成高负载的软件而闻名，甚至运营Dospara（PC销售商）的Third Wave还专门发布了经过SILKYPIX认证的高规格PC。但这些年来，随着CPU的处理能力的提高，使用一般的家用机也能流畅运行SILKYPIX，其在同类软件之中也没有特别高的配置要求。
除了数字发行，SILKYPIX还提供了实体版软件。最新版本提供免费试用。此外，在某些情况下，部分没有提供自带RAW处理软件的数码相机制造商（FUJIFILM 、Panasonic等）也会合作推出只支持自家相机的定制版本。
直到Pro 6版本之前，Mac版本总是比Windows版本晚半年至一年开发和发布，但近年来改为了同步发售。

## 产品一览

### 目前发布的版本
SILKYPIX Developer Studio
普通版。
SILKYPIX Developer Studio Pro
最早是作为SILKYPIX Developer Studio Ver.3的高级版本，测试版于2008年10月21日发布。此后由于发布日期与相机制造商的定制版本均以此版本为基础使得该版本成为当前的主力版本。
| 版本 | Pro版                                      | Pro版                                          | 普通版                                    | 普通版              |
|      | 数字版本发布日期                           | 实体版本发布日期                               | 数字版本发布日期                          | 实体版本发布日期    |
| 11   | 2021年12月9日（Win） 2022年1月27日（Mac）  | 2022年3月15日                                  | 2021年12月9日（Win） 2022年1月27日（Mac） | 无                  |
| 10   | 2020年2月19日                              | 2020年6月26日                                  | 2020年6月17日                             | 无                  |
| 9    | 2018年9月19日                              | 2019年2月1日                                   | 2019年1月17日                             | 无                  |
| 8    | 2017年2月16日                              | 2017年6月16日                                  | 2017年6月13日                             | 无                  |
| 7    | 2015年12月15日                             | 2016年3月24日                                  | 2016年3月9日                              | 2016年5月20日       |
| 6    | 2013年12月19日（Win） 2014年6月30日（Mac） | 2014年10月10日                                 | 2014年12月2日                             | 2015年3月13日       |
| 5    | 2011年7月4日（Win） 2012年6月22日（Mac）   | 2011年11月11日（Win） 2012年8月31日（Win/Mac） | 无                                        | 无                  |
| 4    | 2009年4月15日（Win） 2009年11月24日（Mac） | 2010年3月11日（Win）                           | 2009年4月15日（Win）                      | 2009年6月9日（Win） |

SILKYPIX JPEG Photography
专注于SILKYPIX RAW Bridge功能并专门处理JPEG图像的版本。
为了与作为主力的SILKYPIX Developer Studio Pro表示区别，该公司称其为“JPEG处理软件”。